# Абстиненция (психоанализ)
Абстине́нция (от нем. Abstinenz и лат. Abstinentia: воздержность, задержка, задержание, воздержание, воздержанность, а также пост, голодание, бескорыстие, честность) — в отличие от традиционного, наркологического значения термина, в психоанализе употребляется для описания состояния больных истерией страха и неврозом навязчивых состояний в процессе психоаналитической терапии. Абстиненция рассматривается не как патогенный фактор, а скорее как фактор, поддерживающий оптимальный уровень фрустрации, необходимый для достижения терапевтического эффекта.

## Значение метода
Одним из основных этических и методических принципов психоаналитической техники является так называемый принцип или правило абстиненции, с крайней настойчивостью, временами даже болезненной — разъясняемое и насаждаемое самим Фрейдом среди своих последователей и учеников.
Хотя, на первый взгляд, остаётся не вполне понятным, от чего именно необходимо воздерживаться пациенту во время всего курса психоаналитического лечения. И в самом деле, данный вопрос постоянно требовал не только разъяснений, но и методических сеансов психоанализа между самими психоаналитиками. Так происходило прежде всего потому, что абстиненция (или воздержание) не только могло, но и должно было касаться самых разных аспектов психоаналитической терапии.
Например, известная и много раз повторяемая формулировка Фрейда, что «Лечение должно проводиться в условиях абстиненции» подразумевала под собой прежде всего то непременное правило, что «техника психоанализа требует от врача с неукоснительной строгостью отказывать своей пациентке, желающей любви, в удовлетворении её ожиданий, желаний или требований». Именно правилу сексуальной абстиненции в ходе психоанализа Фрейд почти полностью посвятил свою программную статью 1915 года «Замечания по поводу любви в переносе», написанную по результатам нескольких интимных историй из жизни своих ближайших учеников и сподвижников, — историй в разной степени драматических, но крайне наглядных и полезных в деле создания этики и методики психоанализа.
Пожалуй, именно она, первая формула абстиненции — и оказалась самой точной, прикладной и лично окрашенной в системе ценностей и методике Фрейда. Едва ли не пуританин, склонный в своей жизни и практике к подчёркнутой строгости поведения, кроме того, он имел перед своими глазами далеко не один пример пренебрежения своих учеников и коллег «правилом абстиненции» в отношениях со своими пациентками. И не раз подобная небрежность приводила к осложнениям и весьма плачевным последствиям. Пожалуй, наиболее яркими примерами подобного рода стали бесконечно далёкие от «принципа абстиненции» отношения между Юнгом и Сабиной Шпильрейн, развивавшиеся почти на глазах Фрейда в течение семи лет (1905—1912), а также зашедшая ещё дальше связь Лу фон Саломе и Виктора Тауска, закончившаяся необычным (тройным) самоубийством последнего.
Однако другое, появившееся четырьмя годами позднее, внешне почти идентичное выражение Фрейда, что «лечить необходимо, не теряя состояния абстиненции» подразумевало под собой уже совсем другой род воздержания. В данном случае, оставив в стороне сексуальные отношения врача и пациента, Фрейд переключается собственно на вопросы эффективности и последовательности психоаналитической терапии. В частности, он требует не допускать такого течения курса лечения, при котором пациент мог бы слишком быстро и легко освободиться бы от своих душевных страданий.

«Если вследствие работы с отдельными симптомами заболевания они быстро утратили свою значимость и страдание пациента уменьшилось, значит, мы должны воссоздать подобное страдание где-то в другом месте, например, в виде некоего весьма чувствительного лишения или недостатка; в противном случае, мы подвергаемся опасности никогда не добиться улучшений состояния, кроме разве что самых незначительных или временных».— Sigmund Freud: Lines of Advance in Psycho-Analytic Therapy.
Мысль о том, что половое воздержание (равно как и всякая иная, в том числе искусственно вызываемая абстиненция) сама по себе способна вызывать тревогу или приводить к неврозу, встречается только в самых ранних работах Фрейда.:1 Позднее, при построении психоаналитического профессионального сообщества и разработке этики психоаналитика, эта точка зрения уступила принципу абстиненции, как одному из краеугольных методов ведения психоанализа.

## История вопроса

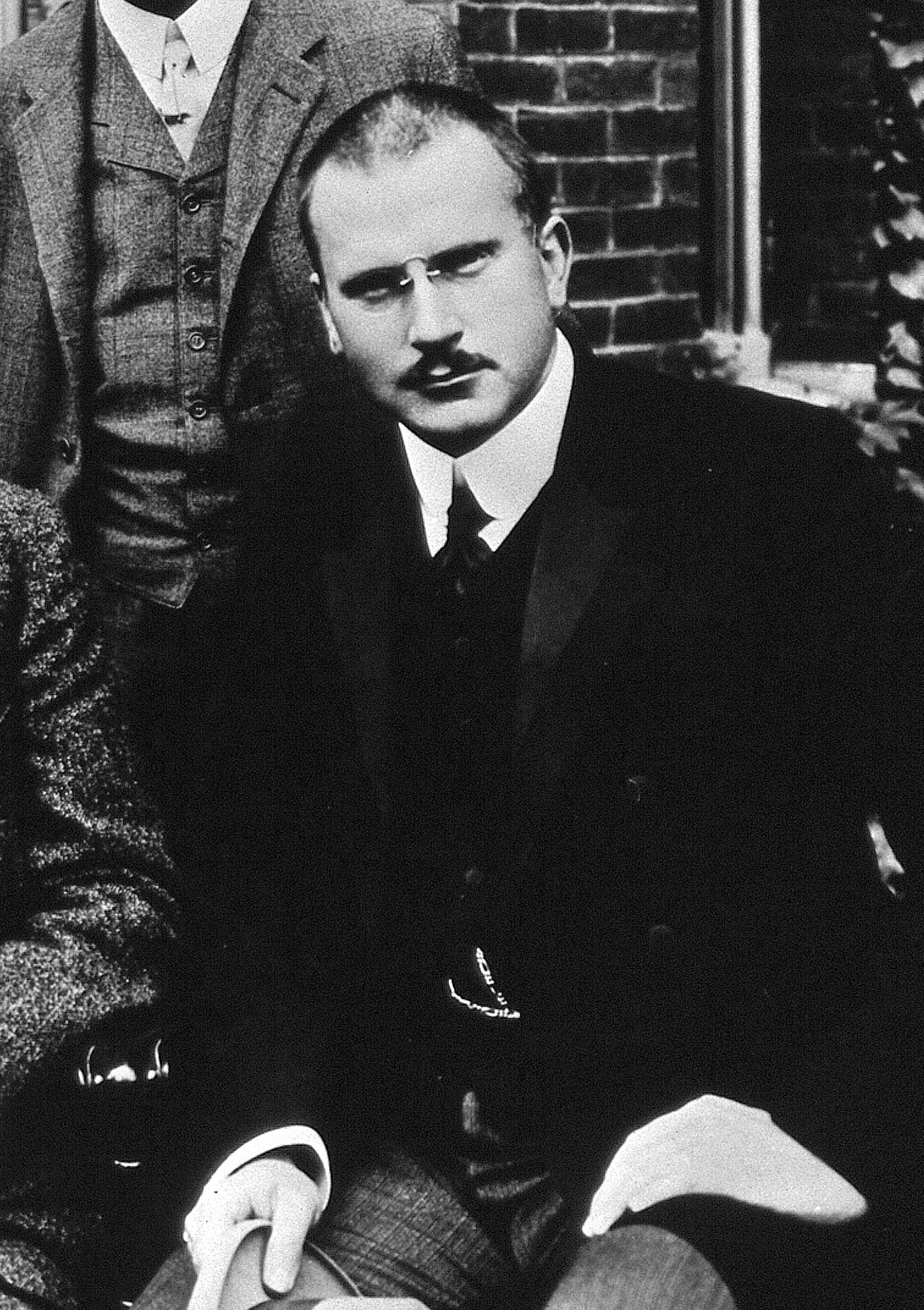
Карл Юнг, 1909.

Отправленная богатыми ростовскими родителями в Швейцарию учиться на медицинском факультете, вместо занятий в университете Сабина Шпильрейн почти год (с 17 августа 1904 по 1 июня 1905) провела в престижной больнице Бургольцль близ Цюриха, в попытке излечиться от психопатии. Клиникой в то время руководил один из основателей современной психиатрии Евгений Блейлер, а лечащим врачом Сабины волей случая оказался его молодой ассистент Карл Юнг. Начиная с декабря 1904 года Юнг, только ещё начинавший изучать технику психоанализа, стал анализировать Сабину. Таким образом, она стала фактически первой психоаналитической пациенткой Юнга.:160-161 Регулярные сеансы продолжались ещё несколько лет после выхода студентки из клиники, и в октябре 1906 года, когда Юнг отправил первые письма своему будущему учителю, Зигмунду Фрейду, предметом их самого подробного обсуждения стала именно Сабина Шпильрейн, до той поры едва ли не единственная пациентка Юнга-психоаналитика. Ниже приведён отрывок из второго письма Юнга — Зигмунду Фрейду.

«Рискуя наскучить, я хотел бы представить Вам своё последнее наблюдение. Сейчас я лечу Вашим методом истеричку. Трудный случай, 20-летняя русская студентка, больна в течение 6 лет.

Первая травма между 3-м и 4-м годами жизни: видела, как отец бьёт её брата по голому заду. Мощное впечатление. Не могла впоследствии отделаться от мысли, что она испражняется на руку своего отца. <…> Часто задерживала стул на срок более 2 недель. Не имеет понятия о том, как набрела на это своеобразное занятие. Говорит, что делала это совершенно инстинктивно и что это сопровождалось чувством блаженства и дрожью. Позднее это явление сменилось энергичной мастурбацией.

Я буду крайне благодарен, если Вы в нескольких словах сообщите мне Ваше мнение об этом случае».:7
Фрейд, который был старше своего нового ученика на двадцать лет, был искренне рад едва ли не первому примеру проявления интереса к его новой методике со стороны профессионального врача, психиатра, вдобавок, чистокровного немца, да ещё и работавшего в столь престижной швейцарской клинике. Вот в чём заключалась причина его повышенной внимательности и внимания к своему новому корреспонденту. Прежде всего поэтому Фрейд ответил на первое же письмо Юнга очень подробно и с максимальной любезностью. И даже более того, в очередном письме от 4 декабря 1906 года он превзошёл все возможные пределы любезности, доверительно рассказав Юнгу о своём последнем, ещё не опубликованном краеугольном открытии в области психоанализа, сделанном в ходе лечения неврозов.:162 Речь шла о так называемой технике «переноса»:

«Вероятно, Вы уже поняли, что излечение нашим методом происходит в результате фиксации либидо, ранее имевшего бессознательную форму. Это и есть перенос. Легче всего перенос достигается в случаях истерии. Перенос даёт тот импульс, который необходим для понимания бессознательного и перевода его содержания. Там где перенос отсутствует, пациент не будет совершать усилий и попросту не услышит нас, когда мы даём ему наш перевод его бессознательного. По сути дела, излечение происходит через любовь. Перенос является самым убедительным и, я даже сказал бы, единственным неопровержимым доказательством того, что неврозы вызываются любовной жизнью индивида.»:11

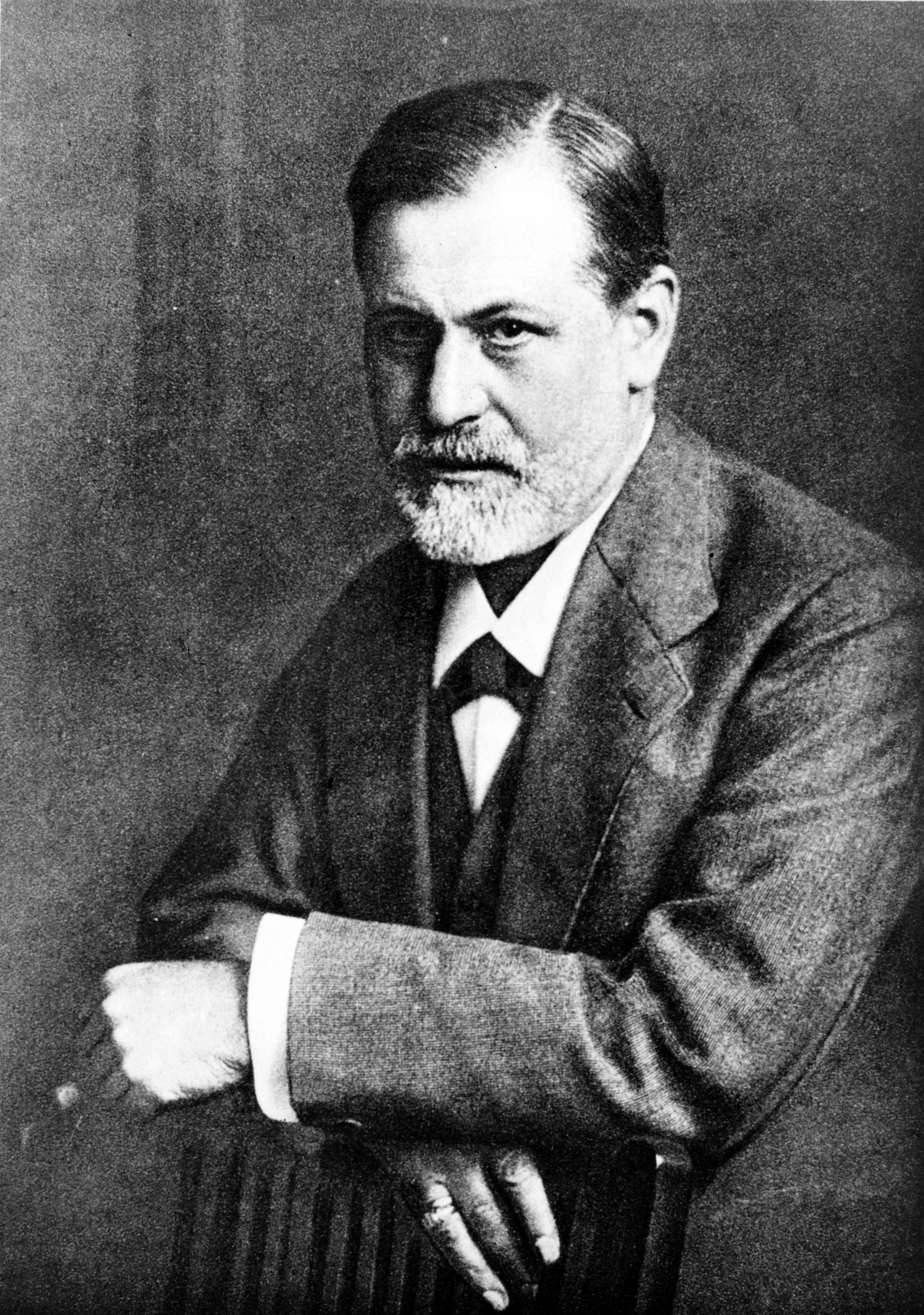
Зигмунд Фрейд, 1909.

Говоря иными словами, Фрейд провёл и обозначил ту тончайшую грань, которая отделяет болезнь от компенсации, а любовь сублимированную от реализованной. Ещё раз следует выделить ключевую фразу, позволяющую понять основной нерв и действующее начало психоаналитического метода: «излечение происходит через любовь». Тем более ценно услышать подобное признание от самого Фрейда, совершенно не склонного лишний раз разглагольствовать о любви. Однако именно в этом и состоит существо «переноса»: в тщательно регулируемой любви больной к врачу оживают и трансформируются те чувства, которые раньше оставались в области бессознательного и вызывали болезнь. Любовь взрослого человека, в которую переносятся полузабытые, ушедшие вглубь субстрата детские страхи и страсти — обозначает путь к тому, чтобы снова научиться жить в этом мире.
Однако здесь и находится та тонкая граница, которую нельзя обходить или не замечать: это именно путь к излечению, но не к счастью.:163 Удовлетворение страсти по-прежнему невозможно — точно таким же образом, как оно было невозможно в детстве. Вот внутреннее существо механизма: в чём состоит принцип или незыблемое правило абстиненции. Подобно технике дао, тантра-йоги и множества других духовных практик, сексуальное удовлетворение даёт видимое облегчение и видимость выхода напряжения, однако отбрасывает далеко назад в продвижении к поставленной цели.
Психоанализ Сабины Шпильрейн, а вернее говоря, отношения Сабины и Юнга длились уже почти четыре года, когда Юнг, сознательно запутывая следы (возможно, чтобы увеличить свою значимость в глазах Фрейда), описал ему следующую историю, не называя имени пациентки, словно бы это была уже совсем другая персона из «обширного» числа его психоаналитической клиентуры: "Одна пациентка-истеричка рассказала мне стихи Лермонтова, которые постоянно крутятся у неё в голове. Стихотворение об узнике, единственный товарищ которого — птица в клетке. Узник живёт только одной страстью: дать свободу какому-нибудь живому существу. Он открывает клетку и выпускает свою любимую птичку на волю. Каким же мы в данном случае должны считать основное желание пациентки? — «Когда-нибудь я сама хочу помочь человеку обрести полную свободу благодаря психоаналитическому лечению». В своих мечтах она объединяет себя со мной. Она едва ли не прямо признаётся, что на самом деле главной её мечтой является — родить от меня ребёнка, который воплотил бы в жизнь её неосуществимые желания. И для этой цели я сам, естественно, должен сначала «выпустить птичку».:72 Последняя фраза является ключевой для прояснения позиции Юнга.
Однако для принципиального понимания сложившейся ситуации значительно важнее — другое. Юнг относится к стихам, которые крутятся в голове пациентки, как к симптому, поводу для анализа и диагноза. Всякий симптом подлежит интерпретации — это основа психоаналитического лечения. И здесь мы наблюдаем две принципиально не совпадающие между собой картины:
Пациентка (Шпильрейн) вместе со стихотворением предлагает свою интерпретацию: она сама мечтает стать психоаналитиком, а потому читает своему доктору стихи о том, как узник дарит свободу живому существу.
Но аналитик (Юнг) видит в её интерпретации более глубокий смысл: пациентка в своих мечтах соединяет себя со своим аналитиком. И Юнг тут же даёт своё толкование: пациентка — отождествляет себя с узником. Её мечта, дать свободу живому существу — на деле, это желание родить от него ребёнка. А уж ради этого он, Юнг, должен сначала «выпустить птичку».:164
Тем временем, Юнг пользуется растущим доверием Фрейда. На Международном амстердамском конгрессе по психиатрии и неврологии, состоявшемся в сентябре 1907 года, именно Юнг представлял психоанализ перед лицом профессионального собрания психиатров.:82 Это было первое публичное выступление представителя нового течения перед коллегами-традиционалистами, и Фрейд относился к этому моменту весьма серьёзно. В своём докладе Юнг снова рассказывал о случае Сабины Шпильрейн, который был ему знаком лучше всего. Однако его выступление вместо триумфа закончилось провалом. Метод Фрейда был объявлен по своим трактовкам односторонне сексуальным, а разозлённый столь недружественным приёмом Юнг ушёл с трибуны и покинул зал.
Постепенно отношения Фрейда с Юнгом становятся всё более натянутыми и напряжёнными. Для Юнга, не прошедшего психоанализа даже в той простейшей форме, в которой первые ученики получали его из первых уст Фрейда, переписка с учителем одновременно становится курсом анализа со всеми вытекающими последствиями, вызывая сопротивление и перенос. Иногда Юнг неделями не отвечает на письма Фрейда, и нередко уклоняется от обсуждения своих интимных вопросов, выставляя в качестве оправдания крайне наивные причины, в духе гимназиста-прогульщика занятий. Фрейд сначала мягко, а затем всё резче указывает ему на эту проблему. И тем не менее, напряжение Юнга растёт, равным образом продолжают нарастать и паузы в переписке.:167-168 Наконец, 7 марта 1909 года Юнг пишет очередное письмо с оправданиями:

«…Последняя и самая тяжёлая капля, переполнившая чашу и сыгравшая со мной просто дьявольскую шутку: пациентка, которую много лет назад я, не пожалев усилий, вытащил из крайне тяжкого невроза, предала моё доверие и мою дружбу самым оскорбительным образом. Она подняла гнусный скандал только потому, что я отказал себе в удовольствии сделать ей ребёнка. Я всегда вёл себя по отношению к ней как джентльмен, но перед судом своей слишком чувствительной совести не чувствую себя полностью чистым…».:207
В ответ, 9 марта 1909 года Фрейд в своём очередном письме сообщает Юнгу, что у него также есть кое-какие новости о той пациентке, благодаря которой он имел возможность познакомиться с «невротической неблагодарностью отвергнутой женщины». В тот момент Фрейд по-прежнему продолжает доверять основной версии Юнга и полностью становится на его точку зрения. Спустя ещё два месяца, получив первое письмо лично от Сабины Шпильрейн, Фрейд в мягкой форме уклоняется от встречи с ней.:170-171

«Жизнь переполнена формальностями, которые надо уважать, если не хочешь, чтобы они тебя задавили. Всё это слишком известно. На сегодня хватит. Я не сумела написать главного — что мой друг любит меня. Об этом пото́м». — Из дневника Сабины Шпильрейн
И наконец, только 4 июня 1909 года Юнг по настойчивому требованию Фрейда отослал ему сначала телеграмму, а затем и длинное обстоятельное письмо, в котором по существу признал свою интимную связь с Сабиной Шпильрейн, хотя и со многими оговорками, при этом продолжая называть её своим «пробным психоаналитическим случаем» и пытаясь очистить себя, перевалив на истерическую пациентку всю вину за «соблазнение и последующий скандал».:173 В ответном письме Фрейд, как всегда трезво, иронично и жёстко морализируя, отметил, что на этот раз объяснения Юнга полностью подтвердили его догадки.

«Таких переживаний, хоть они и болезненны, избежать невозможно. Без них мы не будем знать реальной жизни и всего того, с чем нам приходится иметь дело. Сам я никогда так не попадался, но был к этому множество раз близок и выбирался с трудом. Думаю, меня спасла только жестокая необходимость, двигавшая моей работой, да ещё и то, что я был на 10 лет старше Вас, когда пришёл к психоанализу. Но никакого серьёзного вреда не нанесено. Они (эти переживания) только помогают нам нарастить толстую кожу, которая нам необходима, и научиться управлять „контрпереносом“, который в конечном счёте является неизменной проблемой любого из нас. Они учат нас направлять наши собственные аффекты к цели по наилучшему пути».:230
Пожалуй, главное в этом письме Фрейда — это его способность не только учиться на чужих ошибках, но и совершать дальнейшие открытия и прорывы. Пока ещё в кавычках, но впервые в этом письме появляется принципиально новое понятие «контрпереноса», которое обозначает чувства аналитика к своему пациенту или пациентке, в котором естественным образом отражаются и находят выход собственные проблемы аналитика. От осознания и способности управлять этими проблемами, собственно, и зависит как профессионализм любого аналитика, так и результативность аналитического лечения. Вслед за французским историком психоанализа, Ален де Мижоля можно сделать предположение, что подлинное значение и сила контрпереноса было осознано Фрейдом именно тогда, во время его длительных попыток разобраться в проблемах молодого Юнга, возникших при терапии его русской пациентки.

## Разрешение проблемы
При первой же удобной возможности Фрейд публично рассказал о своём открытии явления контрпереноса. Впервые это событие произошло десять месяцев спустя, на Нюрнбергском Конгрессе, в апреле 1910 года.:174 Примерно в то же время Фрейд, кардинально изменив отношение к бывшей виновнице скандала, отправляет новое письмо Сабине Шпильрейн, а впоследствии, хотя и не слишком быстро, признаёт в ней одну из своих ценных последовательниц, совершивших значительные самостоятельные открытия в области психоанализа.
Спустя ещё пять лет, в 1915 году Фрейд подытоживает эту тему в своей статье «Замечания о любви в переносе», окончательно формулируя профессиональную необходимость и неизбежность абстиненции как средства против контрпереноса. Задавая самому себе вопрос: что случится, если врач удовлетворит влечение пациентки (или пациента), дав волю своим чувствам контрпереноса? — Фрейд тут же отвечает: «Пациентка достигла бы своей цели, врач — никогда». — И дальше иллюстрирует свою мысль старым еврейским анекдотом о том, как к умирающему страховому агенту пришёл пастор. Беседа между ними длилась настолько долго, что у родственников постепенно возникла надежда, не обратился ли, в конце концов, больной перед смертью в истинную веру. Наконец, дверь комнаты распахнулась: пастор вышел застрахованным.:176-177
Описывая предпосылки разрушительного воздействия контрпереноса на результаты терапии, Фрейд не скупится на мощные сравнения и метафоры: стоит только в процессе анализа появиться чувству любви между аналитиком и пациентом, как «вся сцена меняется до неузнаваемости, как будто игра была сметена внезапно ворвавшейся реальностью, как будто пожар вспыхнул во время театрального действия». Потому что перенос, без которого анализ попросту невозможен, хотя он и вызван любовью, но, тем не менее, далеко не равнозначен любви. И всё-таки именно любовь от самого начала существования метода психоанализа остаётся одной из самых острых и эффективных форм взаимодействия пациента и аналитика, способствующих (при необходимом искусстве врача) наиболее эффективному лечению.
Понятное дело, далеко не все пациенты и тем более, их родственники согласятся с подобной «частичной потерей» душевного контакта и близости с членом семьи. «Те из родных, — пишет дальше Фрейд, — которые согласны с отношением Толстого к этой проблеме, могут остаться при полном обладании своей женой или дочерью, однако будут вынуждены примириться с тем, что у них в таком же полном обладании останется их невроз и связанное с ним нарушение способности любить».:176 Именно по этой причине, стараясь совместить сохранность краеугольных принципов психоанализа и эффективность его результатов, Фрейд выдвигает очередной принцип в методике: «Я хочу выдвинуть основное положение, что необходимо сохранить у больного потребность и тоску как силы, побуждающие к работе и переменам». Однако при том Фрейд отдаёт себе отчёт, что подавление пациентом любовного переживания не менее опасно, чем его удовлетворение. А потому одна из важнейших задач врача — находить и сохранять сложнейший баланс между двумя этими вариантами, — своеобразной Сциллой и Харибдой лечебного психоанализа. «Единственный правильный путь — относиться к любовному переживанию как к чему-то символическому, постоянно подчёркивая роль сопротивления в этой любви, однако не оспаривая её подлинную ценность».
Именно потому, как вывод и вершину метода переноса, Фрейд формулирует принцип абстиненции, руководящий всеми действиями врача и пациента. Любовь, возникшая во время анализа, ни при каких обстоятельствах не должна находить удовлетворение или выход в физическом или, тем более, сексуальном контакте.
«Лечение должно быть произведено в воздержании». И это не столько этический или моральный принцип, сколько императивная терапевтическая необходимость.:176

## Комментарии
1. ↑  Ради справедливости следует заметить, что в истории Лу Саломе и Виктора Тауска сам Фрейд принимал участие, хотя и закулисное, в качестве некоей третьей стороны, некоторым образом заинтересованной в определённом исходе этой драмы. Впоследствии, после «тройного» самоубийства Виктора Тауска, его учитель Фрейд не скрывал своего удовлетворения именно этим исходом: Виктора Тауска он считал своим потенциальным конкурентом внутри движения психоаналитиков.
2. ↑  Последнее обстоятельство было для Фрейда особенно важным, поскольку в ранние годы его психоаналитическая школа состояла в основном из непрофессионалов (не врачей и не психиатров), и по национальному составу весьма напоминало гетто, поскольку большинство учеников были той же национальности, что и сам учитель. Фрейд же с полной серьёзностью желал скорейшей экспансии и выхода своей школы за рамки узкой организации — во всех смыслах, начиная от профессионального и кончая — полной её ассимиляцией.
3. ↑  Уже в 1974 году это письмо Юнга весьма обстоятельно комментировал Владимир Набоков. Со всей возможной добросовестностью психоаналитика-любителя и одновременно исследователя литературы он разъяснил западному читателю, что в данном отрывке речь идёт о стихах вовсе не Лермонтова, но Пушкина (стихотворение «Птичка»), которое к тому же, искажено «до абсурда» и перемешано со сложными внутренними ассоциациями. Написанное в кишинёвской ссылке, стихотворение «Птичка» здесь причудливым образом смешано с другим, хрестоматийно известным стихотворением Пушкина «Узник» (сижу за решёткой в темнице сырой). Вывод из этого напрашивается один: видимо, общение молодого доктора Юнга со своей пациенткой зашло слишком далеко, если он уже успел основательно запутаться в количестве прочитанных ему стихотворений, смешал Пушкина с Лермонтовым, да ещё и соединил два стиха в один.
4. ↑  Здесь, в последней фразе Юнг имеет в виду пошловатую швейцарскую (и не только швейцарскую) поговорку, в которой «выпустить птичку» является простонародным эвфемизмом эякуляции во влагалище.
5. ↑  Перед началом конгресса Фрейд писал Юнгу в Амстердам: «Сейчас больше чем когда бы то ни было ранее, я хотел бы быть вместе с Вами… и рассказать Вам о долгих годах моего гордого, но наполненного страданием одиночества… и о спокойной ясности, которая постепенно овладела мной и велела ожидать голоса, который ответит мне из неведомой толпы. Этот голос оказался Вашим… Благодарю Вас за это, и пусть ничто не поколеблет Вашей уверенности. Вы увидите наш триумф и примете в нём участие».
6. ↑  Дальнейшая история отношений Юнга, Фрейда и Сабины Шпильрейн, — не менее богатая и острая чем прежде, тем не менее, уже не имеет столь близкого отношения к теме абстиненции в психоанализе.
7. ↑  Лидия Гинзбург рассказывала аналогичную историю из советских времён: «Казимир Малевич умирал от рака, и к нему долгое время каждый день ходил врач, который его не вылечил и даже не пытался лечить (за полнейшей безнадёжностью), но зато Малевич научил его понимать левую живопись». (Л.Гинзбург. Литература в поисках реальности, М., Советский писатель, 1987, с.242).
8. ↑  Принцип абстиненции, имеющий вид почти религиозной заповеди, хотя и был безоговорочно и сразу принят психоаналитическим сообществом, но, тем не менее, достаточно слабо соблюдался. Сплошь и рядом сильнейший соблазн интимной связи с пациенткой оказывался сильнее всех принципов, понимания и долга. Судя по многочисленным свидетельствам, едва ли не один Фрейд неуклонно следовал собственному принципу.